# Dyedefhor
Dyedefhor, u Hordyedef, posible faraón de la dinastía IV de Egipto c. -2525 a. C. a 2524 a. C.
Llamado Hardyedef en el Papiro Westcar.
La mayoría de estudiosos mantienen la hipótesis de que solo gobernó como corregente, sin embargo, según W. Helck y N. Gimal, fue faraón.
Hijo de Jufu y la reina Meririt. Sus hermanos fueron Dyedefra, Jafra (Kefrén) y Baefra (Baka).

## Testimonios de su época
En una inscripción de Uadi Hammamat, su nombre aparece en un cartucho, después de los nombres de Keops, Dyedefra y Kefrén, y precede al nombre de otro de sus hermanos, Baefra.
En la mastaba de Dyedefhor, G7220, se cita a la reina Meritites I y es posible que ella fuera su madre.
Es citado en el Canto del arpista, composición literaria datada en el Imperio Medio, posteriormente grabada en templos ramésidas:
He oído sentencias de Imutes y de Dyedefhor, que se citan como proverbios...
Hazte por tanto el día dichoso, y no te canses nunca de esto. (Daumas)
Dyedefhor gozó de gran fama como sabio y adivino, y es considerado por la tradición el autor de la plegaria del Libro de los Muertos y de las Instrucciones de Hordyedef.

## Titulatura
| Titulatura | Jeroglífico | Transliteración (transcripción) - traducción - (referencias) |

| H | Hr · r | Dd | f |

| H | Hr · r | Dd | f |

| H | Hr · r | Dd | f |

| H | Hr · r | Dd | f |

| H | Hr · r | Dd | f |

| H | Hr · r | Dd | f |

| H | Hr · r | Dd | f |

| H | Hr · r | Dd | f |

| H | Hr · r | Dd | f |

| H | Hr · r | Dd | f |

| H | Hr · r | Dd | f |

| H | Hr · r | Dd | f |

| H | Hr · r | Dd | f |

| H | Hr · r | Dd | f |

| H | Hr · r | Dd | f |

| H | Hr · r | Dd | f |